# Nymphidium strati
Nymphidium strati is een vlindersoort uit de familie van de prachtvlinders (Riodinidae), onderfamilie Riodininae.
Nymphidium strati werd in 1925 beschreven door Kaye.